# Medina County (Texas)
Medina County je okres ve státě Texas v USA. K roku 2010 zde žilo 46 006 obyvatel. Správním městem okresu je Hondo. Celková rozloha okresu činí 3 458 km².